# Линейные крейсера типа «Измаил»
«Измаи́л» — тип российских линейных крейсеров первой четверти XX века.

## История создания
После поражения России в русско-японской войне российское Морское министерство начало пересматривать стратегию развития военного флота. Вдохновленные тем, как легко японские эскадры охватывали голову русских эскадр в Цусиме и Желтом море, авторы проекта третьего поколения дредноутов сделали ставку на быстроходность и огневую мощь, тем самым создав российскую концепцию линейного крейсера.
Линейные крейсеры должны были использоваться в составе быстроходного отряда главных сил в эскадренном бою. Им отводилась роль свободно маневрирующей силы, способной осуществлять глубокую тактическую разведку и охват головы эскадры противника.
Начиная с 1909 года шла активная подготовка и обсуждение новой судостроительной программы — «Десятилетней программы судостроения (1910—1920 гг.)» — так называемой «Большой судостроительной программы», которая в конечном своём варианте предусматривала строительство для Балтийского флота 8-ми линейный кораблей, 4-х линейных крейсеров, 18-ти эскадренных миноносцев и 12-ти подводных лодок; судов для Черноморского флота и Флотилии Тихого океана, а также перевооружение и модернизацию нескольких линейных кораблей — «Три Святителя», «Двенадцать апостолов» и «Георгий Победоносец». Программа была утверждена 25 марта 1910 года императором Николаем II, однако до 1911 года Государственной Думой не рассматривалась.
В 1911 году Морским министерством и Морским ген. штабом начался пересмотр программы 1910 года. В конечном счёте их работа привела к тому, что 25 апреля 1911 года Николай II утвердил «Программу спешного усиления Балтийского флота» и «Законопроект о военно-морском флоте» (по которой к 1930 году следовало обладать двумя действующими и одной резервной экскадрой в составе БФ; одной действующей и одной резервной в составе ЧФ; а состав Флотилии Тихого океана рассматривался отдельно), после некоторых задержек, небольших корректировок, утверждения Совета министров, Государственного совета, 6 июня 1912 года Государственной Думой программа и закон о флоте были утверждены. Программа предусматривала строительство с 1912-го по 1916(7) годы для Балтийского флота 4-х линейных крейсеров типа «Измаил», 2-х минных крейсеров («Муравьёв-Амурский» и «Адмирал Невельской» — заказанных в Германии), 4-х лёгких крейсеров типа «Светлана» («Адмирал Грейг», «Светлана», «Адмирал Бутаков», «Адмирал Спиридов»), 31-го эскадренного миноносца типа «Новик» (различных серий) и 12-ти подводных лодок; а также 2-х лёгких крейсеров типа «Светлана» («Адмирал Нахимов», «Адмирал Лазарев») для ЧФ.
15 мая 1910 года морской министр С. А. Воеводский утвердил составленные Морским генеральным штабом «Задания для выработки элементов для проектирования броненосных крейсеров», после чего Морской технический комитет (МТК) приступил к разработке. Первые прикидки показали, что при минимальном вооружении (8 х 305-мм орудий) водоизмещение кораблей составит 28 000 т, главные размерения 204 м×27 м×8,8 м, заданная скорость (28 уз) потребует форсировки котлов и мощности турбин 80 000 л. с. (удельная масса энергетической установки 67 кг/л. с.).
Задача увеличения наступательной мощи привела к быстрому росту калибра и числа орудий, в результате чего размеры крейсера значительно увеличивались. Некоторые пункты задания оказались невыполнимыми, поэтому 24 декабря 1910 г. район плавания был уменьшен вдвое, а угол возвышения орудий — до 25°.
26 августа 1911 года Морское министерство разослало шести русским и семнадцати наиболее известным иностранным судостроительным предприятиям предложения о представлении на конкурс эскизных проектов броненосных крейсеров согласно прилагавшимся требованиям. Принятые к рассмотрению проекты отличались большим разнообразием как по вооружению и бронированию, так и по энергетическим установкам: 305-мм или 356-мм артиллерия главного калибра, три или четыре трёхорудийные башни, от двадцати до двадцати четырёх 130-мм орудий, от пятнадцати до сорока восьми котлов, от двух до четырёх гребных валов.
Идея линейно-возвышенного расположения башен на оконечностях корабля была сразу отвергнута, а идея установки четырёх трёхорудийных башен, напротив, вызвала живой интерес, однако лимиты расходования средств, выделенных на постройку, уже были исчерпаны. В результате разработчикам с Адмиралтейского и Балтийского заводов пришлось пожертвовать 1 узлом скорости и 12 мм бортовой брони. Тем не менее, денег все равно не хватало, поэтому недостающие суммы взяли из фондов на строительство легких крейсеров типа «Светлана».

### 356-мм башенные установки
В десятые годы XX века увеличение главного калибра стало основным аргументом артиллерии в противостоянии «брони и снаряда». В Англии, Японии, США начинают появляться корабли с калибром пушек 343 мм, 356 мм, 381 мм и более. В октябре 1911 года российское Морское министерство организовало конкурс проектов башенных установок, предполагая, что каждый из будущих крейсеров будет вооружен четырьмя 356-мм трёхорудийными башенными установками, со скорострельностью три залпа в минуту без учёта прицеливания. В конкурсе принимали участие пять заводов: три петербургских — Металлический, Обуховский и Путиловский, а также Общество Николаевских заводов и верфей (ОНЗиВ) и английский завод «Виккерс». Конкурс выиграл Металлический завод с проектом известного инженера А. Г. Дукельского. Механическая часть башенных установок была разработана на основе 305-мм башенных установок для линейных кораблей типа «Севастополь», для снижения веса орудие впервые устанавливалось без так называемой «рубашки», непосредственно в обойме. Тем не менее вес орудия по сравнению с 305-мм возрос с 50,7 до 83,8 тонн. Для увеличения скорости наката использовались регулятор наката и буфер наката. Крыша башни была из 125-мм броневых листов, стенки башни — из листов толщиной 300 мм.

## История строительства
4 августа 1912 года морской министр утвердил чертежи «общего проекта». 5 сентября Адмиралтейский и Балтийский заводы получили наряды на постройку линейных крейсеров (по два) со сроками готовности к испытаниям двух первых 1 июля, вторых — 1 сентября 1916 года. Старшим строителем кораблей был назначен И. И. Бобров.
12 октября 1912 года заказанные Балтийскому заводу корабли получили наименования «Измаил» и «Кинбурн», Адмиралтейскому — «Бородино» и «Наварин». 6 декабря, после торжественной закладки, крейсеры официально зачислили в списки флота, хотя теоретический чертёж корпуса ещё не был окончательно утверждён.
К августу 1914 года готовность по массе установленного и находившегося в обработке металла корпуса составляла для «Измаила» — 43 %, «Кинбурна» — 38 %, «Бородина» — 30 % и «Наварина» — 20 %. Темпы постройки отставали от утверждённых графиков из-за опозданий в поставках материалов и отливок. Уже 22 мая 1914 г. даты спуска на воду первых двух кораблей перенесли на октябрь того же года. С началом войны наметился срыв поставок башен главного калибра. Часть отливок и поковок, мортиры и кронштейны гребных валов, заказанные в Германии, пришлось переносить на и без того уже перегруженные заводы Морского ведомства. Согласно утверждённым 20 декабря новым сроковым ведомостям спуск первых двух крейсеров переносился на май, вторых — на сентябрь 1915 года, а готовность к испытаниям — соответственно на май и август 1917 года, то есть с годичным опозданием против плана.
Утром 9 июня 1915 года головной корабль серии, «Измаил», был спущен на воду. 11 июня был спущен «Бородино», а 17 октября — «Кинбурн». В соответствии с объявленной 27 июня Морским ведомством новой классификацией корабли типа «Измаил» зачислили в класс линейных крейсеров.
Командиром «Бородина» с 6 декабря 1913 года по 1916 год был флигель-адъютант капитан 1-го ранга (с 6 декабря 1915 года контр-адмирал Свиты Е. И. В.) М. М. Весёлкин.
После спуска трех кораблей на воду строительные работы почти полностью прекратились. Только весной 1916 года все доспусковые работы по «Наварину» были срочно завершены и 27 октября крейсер сошел на воду.
По состоянию на 15 апреля 1917 года готовность крейсеров «Измаил», «Бородино», «Кинбурн» и «Наварин» была по корпусу, системам и устройствам — 65, 57, 52 и 50 %; по уже установленному поясному и палубному бронированию — 36, 13, 5, 2 %; по механизмам — 66, 40, 22, 26,5 %, по котлам — 66, 38,4, 7,2 и 2,5 %. Срок готовности башен «Измаила» перенесли на конец 1919 года, а остальных кораблей — на следующий год. Летом 1917 года съезд работников судостроительных заводов, постановивший продолжать постройку «Измаила» хотя бы ради обеспечения заработка, выразил пожелание о переделке остальных кораблей этого типа в коммерческие суда. В эскизных проработках намечались два варианта переоборудования: в грузовые (или нефтеналивные) пароходы грузоподъемностью по 16 000 т и в нефтяные баржи (22 000 т).
В конце 1917 года Временное правительство постановило приостановить постройку ряда кораблей, в том числе серии «Измаил». В годы гражданской войны корпуса линейных крейсеров оставались у стенок заводов. 19 июля 1923 года «Бородино», «Кинбурн» и «Наварин» были исключены из списков флота, а 21 августа корабли приобрела «в целом виде» германская фирма «Альфред Кубац». 26 сентября в Петроград прибыли буксиры за «Кинбурном», а позднее — и за двумя остальными. Котлы, механизмы и другое корабельное оборудование использовалось в народном хозяйстве, частично при ремонте и модернизации оставшихся а строю боевых кораблей.
Выдвигалось несколько вариантов достройки «Измаила», в том числе переоборудования в авианосец. Этот проект возник в марте 1925 года. Предполагалось оснастить корабль мощным артиллерийским вооружением и авиагруппой в составе 12 торпедобомбовозов, 27 истребителей, 6 разведчиков, 5 артиллерийских отметчиков. Ориентировочное водоизмещение составляло 20—22 тыс. т. Проект был утвержден председателем Совнаркома А. И. Рыковым 6 июля 1925 года. Однако 16 марта 1926 года комиссия во главе с И. С. Уншлихтом остановила все работы, и «Измаил» пошел на слом.
21 августа 1923 года «Бородино», «Кинбурн» и «Наварин» были проданы немецкой судоразделочной фирме и 16 октября подготовлены к буксировке в Киль, где вскоре разделаны на металл.
В начале 30-х годов корпус крейсера «Измаил» был разобран. Часть котлов установили на линейном корабле «Гангут». Три орудия главного калибра установили на специально спроектированные железнодорожные транспортеры ТМ-1-14; после успешных испытаний в 1932—1933 годах их включили в состав артиллерии береговой обороны Балтийского флота. Ещё одно орудие оставалось на Ржевском морском испытательном полигоне. В годы блокады Ленинграда они успешно стреляли по живой силе, технике и оборонительным сооружениям гитлеровцев.
| Название | Завод               | Заложен        | Строитель                                       | Спущен          | Готовность |
| -------- | ------------------- | -------------- | ----------------------------------------------- | --------------- | ---------- |
| Измаил   | Балтийский, СПб     | 6 декабря 1912 | И. И. Бобров                                    | 9 июня 1915     | 65 %       |
| Бородино | Адмиралтейский, СПб | 6 декабря 1912 | В. И. Невражин, старший помощник А. И. Балкашин | 19 июля 1915    | 57 %       |
| Кинбурн  | Балтийский, СПб     | 6 декабря 1912 | П. Е. Беляев                                    | 30 октября 1915 | 50 %       |
| Наварин  | Адмиралтейский, СПб | 6 декабря 1912 | В. И. Невражин                                  | 9 ноября 1916   | 52 %       |

## Конструкция
По вооружению линейные крейсера типа «Измаил» значительно превосходили большинство современных им дредноутов и сверхдредноутов. При 12 орудиях главного калибра 356 мм мощь их бортового залпа равнялась залпу линейных кораблей типа «Фусо». По защите «Измаилы» превосходили британские и американские линейные крейсера, однако уступали немецким, будучи примерно на одном уровне с японскими линейными крейсерами типа «Конго». В бою с вражескими линкорами, они могли рассчитывать на успех в скоротечном бою или на своевременный отход благодаря превосходству в скорости и вооружении.
В августе 1913 года были получены результаты натурных испытаний на «исключённом судне № 4» (бывший броненосец «Чесма»), на котором были смонтированы элементы броневой защиты новых линкоров.